# Машина Обербека
Машина Обербека (маятник Обербека) — лабораторное устройство для изучения законов динамики вращательного движения и проверки теоремы Гюйгенса — Штейнера. Создана А. Обербеком.

## Описание
Идеальная машина Обербека имеет следующую конструкцию: на горизонтальную ось насажена свободно вращающаяся втулка с двумя взаимно-перпендикулярными стержнями. К стержням симметрично прикреплены грузы. Со втулкой связан шкив с ободом, служащим для намотки нити, на которую подвешивается груз.
Машина Обербека начинает свою работу с опускания под действием силы тяжести подвешенного на нити груза. Сила натяжения нити создает вращающий момент, приводящий в ускоряющееся вращение грузы на стержнях.
После того, когда груз полностью опустится на всю длину нити, нить начнет вновь наматываться на обод шкива под действием вращающихся по инерции грузов на стержнях.
Затем на определённой высоте груз вместе со стержнями прекращает свое движение и затем вновь начинается его движение вниз. Вследствие потерь механической энергии на трение процесс опускания и подъёма груза повторяется при последовательно уменьшающейся высоте подъёмов груза.

## Описание на языке формул
Вследствие закона сохранения энергии при работе машины Обербека потенциальная энергия тела в поле силы тяжести {\displaystyle mgh} преобразуется в кинетическую энергию вращающихся грузов и бесполезные потери энергии на трение {\displaystyle A}.
{\displaystyle mgh={\frac {1}{2}}J\omega ^{2}+A.}
Здесь {\displaystyle J} — момент инерции стержней с грузами относительно оси вращения, {\displaystyle \omega } — угловая скорость вращения при полном опускании груза, {\displaystyle h} — высота полного опускания груза. Из последней формулы видно, что чем больше момент инерции (т.е. чем дальше расположены грузы относительно оси вращения), тем меньше угловая скорость вращения маятника.